# Jacques Paganel
Jacques Eliacin François Marie Paganel este unul dintre eroii principali ai romanului Copiii căpitanului Grant (titlu original Les Enfants du capitaine Grant) de Jules Verne. Paganel este un geograf mereu distrat și neatent.
În roman, Paganel este secretar al „Societății geografice din Paris, membru corespondent al Societăților din Berlin, Bombay, Darmstadt, Leipsic, Londra, Sankt Petersburg, Viena și New York, membru de onoare al Institutului Regal de Geografie și de Etnografie din Indiile de Est”. După mai mulți ani în care a fost un profesor care nu a ieșit cu nasul din cărți, el decide să facă o călătorie în India, dar din greșeală se îmbarcă pe iahtul Duncan, care era programat să pornească spre Patagonia.  
O altă greșeală a sa a fost studierea accidentală a limbii portugheze, în timp ce credea că studiază limba spaniolă. Paganel a studiat timp de peste șase săptămâni poezii despre care considera că sunt scrise în limba spaniolă. 
Cu toate acestea, Paganel se dovedește a fi un membru important al echipei de căutare a căpitanului Grant. Interpretarea documentelor este vitală în desfășurarea acțiunii romanului, de asemenea el oferă numeroase referințe geografice și este o sursă constantă de umor.

## În film și televiziune
Printre actori care l-au interpretat pe Paganel se numără:
- Nikolai Cerkasov, în Copiii căpitanului Grant (Дети капитана Гранта, 1936)
- Maurice Chevalier, în Copiii căpitanului Grant (1962)
- Lembit Ulfsak, în În căutarea căpitanului Grant (1985)